# Окровавленные холмы
«Окровавленные холмы» (англ. The Hills Run Red) — американский фильм ужасов в жанре слэшер 2009 года режиссёра Дэйва Паркера и сценариста Дэвида Дж. Шоу с Софи Монк, Тэдом Хилдженбринком и Уильямом Сэдлером в главных ролях.
Сюжет повествует о группе молодых людей, которые отправляются в путешествие, чтобы узнать тайну некоего потерянного фильма ужасов — «Окровавленные холмы». Но вскоре на друзей открывает охоту таинственный маньяк по прозвищу Бэбифейс (в переводе с англ. — «Лицо Младенца»). Ребята даже не представляют, что фильм, который они ищут, скрывает жуткую тайну, которая может стоить им жизней.
29 сентября 2009 года фильм был выпущен сразу на DVD и получил смешанные отзывы от критиков.

## Сюжет
Студент-кинематографист Тайлер (Тэд Хилдженбринк) одержим фильмом ужасов «Окровавленные холмы», который считается самым страшным фильмом в истории. По легенде, роль маньяка в фильме играл реальный серийный убийца в маске младенца — Бэбифейс. Однако, режиссёр фильма — Уилсон Уайлер Конкэннон пропал без вести много лет назад и реальной копии фильма не существует. Из-за своей одержимости Тайлер пренебрегает своей девушкой — Сериной (Джанет Монтгомери), в результате чего последняя начинает изменять Тайлеру с их другом Лало (Алекс Уиндем).
Тайлер обнаруживает, что дочь Конкэннона — Алекса Конкэннон (Софи Монк) работает стриптизёршей в ночном клубе. Когда он приходит туда, Алекса начинает танцевать ему стриптиз, но Тайлер сдерживается и пытается выпытать у неё информацию о «Окровавленных холмах». Поначалу Алекса отказывается говорить, но вскоре раскрывает, что скорее всего копия фильма может находится в старом доме её отца.
Через пару дней Тайлер, Алекса, Серина и Лало отправляются в путь на машине к дому Конкэннона. По пути Тайлер берёт интервью у местных жителей. Также Тайлер понимает, что у Серины и Лало роман, после чего расстаётся с Сериной и целуется с Алексой. Внезапно на друзей нападает группа местных жителей, у которых Тайлер ранее брал интервью. Они угрожают изнасиловать Алексу и Серину. Но неожиданно появляется маньяк Бэбифейс (Данко Йорданов), который по очереди убивает каждого из напавших. После этого он хватает Алексу, но она начинает петь ему детскую песенку и маньяк отвлекается. Друзьям удаётся разорвать верёвки и сбежать. Бэбифейс начинает преследовать их, но неожиданно исчезает.
Тайлер находит дом Конкэннона и врывается внутрь. В одной из комнат он находит связанную Алексу и освобождает её. После этого к Тайлеру и Алексе присоединяется Серина. Друзья пытаются уйти, но Бэбифейс проламывает дверь дома, вырубает Тайлера и ловит Алексу. В этот момент выясняется, что Алекса и Бэбифейс состоят в сговоре и именно Алекса ранее подкупила местных жителей, чтобы они напали на них. Алекса приказывает Бэбифейсу поймать Серину. После непродолжительной погони Серине удаётся спрятаться в сарае в бочке с кровью, после чего Бэбифейс уходит прочь. Но, когда она выходит из сарая, с крыши спрыгивает Бэбифейс и ловит её.
Тем временем в доме просыпается Тайлер, привязанный к стулу. После этого в комнату заходит сам Уилсон Конкэннон. Он раскрывает, что Алекса и Бэбифейс заодно с ним и рассказывает историю фильма «Окровавленные холмы». 20 лет назад, во время съёмок фильма Уилсон убил актёра, который ранее играл Бэбифейса (Райчо Василев). После этого Уилсон начал убивать всех остальных актёров в реальности и снимал это на камеру, чтобы сделать фильм максимально реалистичным. Из-за чрезмерной жестокости фильма он был снят с показов, а убитые актёры были признаны пропавшими без вести. Также он раскрывает, что Бэбифейс - это его сын и результат инцеста между ним и Алексой. После смерти жены Уилсон возжелал Алексу и изнасиловал её, когда ей было 13 лет. После этого Бэбифейс в подростковом возрасте, под влиянием фильма, отрезал себе лицо ножницами и пришил на его место маску, сделанную из головы куклы, чтобы впечатлить отца. Тем временем Алекса начинает снимать свой собственный фильм, пытая пойманного Лало на камеру, в то время как Бэбифейс насилует Серину в сарае.
Конкэннон приводит Тайлера в сарай и приходит в ярость, когда видит, что Алекса снимает фильм без него. Уилсон зовёт Бэбифейса, и, пока маньяк отлучился, Серина освобождается. Алекса убивает Лало и начинает спорить с отцом, после чего последний стреляет в неё из пистолета. Бэбифейс приходит в ярость из-за смерти Алексы и набрасывается на Уилсона. Тайлер хватает камеру и убеждает Бэбифейса убить Уилсона. Разобравшись с Конкэнноном, Бэбифейс нападает на Тайлера, но когда он собирается добить его, на помощь приходит Серина, которая пробивает грудную клетку Бэбифейса железным штырём и убивает его. Но неожиданно на Серину нападает чудом выжившая Алекса и вырубает её и Тайлера лопатой. Тайлер приходит в себя связанным на стуле в кинотеатре, в котором идёт трансляция фильма «Окровавленные холмы». Он выплёвывает кляп изо рта и начинает маниакально смеяться, при этом истекая кровью.
В сцене после титров показано, как Серина, забеременевшая от Бэбифейса, находится в плену у Алексы. Она приносит маску Бэбифейса и начинает петь колыбельную, которую пела Бэбифейсу в детстве. Серина начинает истошно визжать.

## В ролях
| Актёр             | Роль               |
| ----------------- | ------------------ |
| Софи Монк         | Алекса             |
| Тэд Хилдженбринк  | Тайлер             |
| Джанет Монтгомери | Серина             |
| Алекс Уиндем      | Лало               |
| Данко Йорданов    | Бэбифейс           |
| Уильям Сэдлер     | Уилсон Конкэннон   |
| Райчо Василев     | актёр Бэбифейса    |
| Итай Дьяков       | подросток Бэбифейс |

## Производство
«Окровавленные холмы», написанный Джоном Каркьетта и Джоном Домброу, впервые начал разрабатываться компанией Fever Dream Films. Позже продюсировать фильм согласились Dark Castle Entertainment и Warner Premier.
В июне 2008 года главные роли официально получили Софи Монк, Тэд Хилдженбринк, Джанет Монтгомери и Уильям Сэдлер. Чтобы сняться в фильме, Монк отказалась от участия в фильме «Мальчишник в Вегасе».
Съёмки начались в городе София в Болгарии в июне 2008 года и завершились в июле. В интервью 2019 года Софи Монк призналась, что не выучила свои реплики в фильме.

## Релиз

### Премьера на Кинофестивале в Сиэтле
Премьерный показ фильма состоялся на Международном Кинофестивале в Сиэтле 12 июня 2009 года.

### Выход на DVD
29 сентября 2009 года фильм был выпущен на DVD компанией Warner Bros. Discovery Home Entertainment. В 2020 году студия Shout! Studios объявила, что выпустит фильм на Blu-ray 16 июня того же года.

## Критика
На сайте-агрегаторе Rotten Tomatoes фильм был оценён средне - он получил 57% одобрения на основе 7 рецензий.
На сайте-агрегаторе IMDb фильм также получил среднюю оценку в 5.4 звёзд из 10 с 80 рецензиями.